# Surfspot
Als Surfspots (beim Wellenreiten auch: Wave Spots) bezeichnet man Strände am Meer oder auf Binnengewässern, an denen Windsurfer, Surfer oder Kitesurfer regelmäßig gute Verhältnisse zur Ausübung des jeweiligen Sportes vorfinden.
Kriterien eines guten Surfspots sind die Häufigkeit und Stärke des Windes und der Wellencharakter. Daneben ist die Erreichbarkeit, die allgemeine Infrastruktur (Restaurant, Verleih von Surfmaterial) und die Temperatur von Bedeutung.

## Windsurfen, Kitesurfen und Wingsurfen
Die Richtung des Windes im Bezug zur Strandlinie ist von besonderer Bedeutung. Unterschieden werden onshore (auflandig), offshore (ablandig) und sideshore (seitlich) Verhältnisse.
Die Wassersportarten Windsurfen, Kitesurfen und Wingsurfen (Wingfoiling) wo jeweils der Wind das Hauptkriterium darstellt, unterscheiden sich jedoch in der Ausführung deutlich. Beim Windsurfen steht man auf einem Windsurfboard das grundsätzlich etwas dicker ist als das normale Surfboard zum Wellenreiten. In der Mitte ist das sogenannte Rigg (Verbindung von Segel, Mast und Gabelbaum) befestigt, dass die Kraft des Windes gepaart mit der Führung des Windsurfers auf das Windsurfboard überträgt.
Beim Kitesurfen steht der Surfer meist auf einem quadratischen Kiteboard, das 4 kleine Finnen auf der Unterseite aufweist (2 Finnen an einem und 2 Finnen am anderen Ende). Dadurch ist der schnelle Wechsel der Fahrtrichtung möglich. Es gibt jedoch auch Kiteboards die nur für eine Fahrtrichtung ausgerichtet sind. Weit oben in der Luft wird der sogenannte Kite richtig positioniert der durch ein Trapez mit dem Surfer verbunden ist und dieser sich dann praktisch über das Wasser „ziehen“ lässt.
Wingsurfen (auch Wing foiling genannt,) stellt eine neuere Windsurfsportart. Hierbei steht man auf einem Wingfoiling Board das auf der Unterseite den sogenannten Foil montiert hat. Der Surfer hält den „Wing“ korrekt in Windrichtung und überträgt die Kraft somit direkt auf den Foil. Dadurch beginnt man über der Wasseroberfläche zu gleiten.

## Wellenreiten
Grundsätzlich unterscheidet man zwischen Beach Break und Reef Break, also nach der Ursache der Wellenbildung. Ein Beach Break ist ein Surf Spot, bei dem sich die Wellen auf einer Sandbank brechen. In der Regel sind sie weniger gefährlich und eignen sich besser zum Surfen lernen. Beach Breaks neigen dazu, recht unzuverlässig zu sein, da sich die Lage der Sandbänke und somit die Brechungsbedingungen durch Strömungen oder Stürme verändern können. Beispiele für berühmte und beliebte Beach Breaks sind die Strände im französischen Hossegor an der Côte d’Argent zwischen Biarritz und Bordeaux, sowie Sylt, Peniche in Portugal und Puerto Escondido in Mexiko.
Ein Reef Break ist ein Surf Spot, bei dem sich die Wellen auf einem Riff brechen. Hierbei kann es sich um ein Korallenriff handeln, allerdings können auch gewöhnliche Felsformationen oder Lava als Riff betrachtet werden. Reef Breaks erzeugen im Durchschnitt kraftvollere Wellen als Beach Breaks, da das Wasser plötzlich auf ein unbewegliches Hindernis (das Riff) trifft. Je näher unter der Wasseroberfläche sich das Riff befindet, desto höher ist auch das Verletzungsrisiko bei einem Sturz bzw. Wipeout. An Reefbreaks sind schon mehrere Surfer umgekommen. Auf der anderen Seite sind Reefbreaks wegen der dort surfbaren Tubes (Wellentunnel) sehr beliebt. Die meisten der bekanntesten Surf Spots der Welt sind Reef Breaks. Dazu gehören unter anderem Jeffreys Bay („J-Bay“) in Südafrika, Teahupoʻo in Tahiti und die legendäre Banzai Pipeline auf Oʻahu, Hawaii.
Ein Point Break ist eigentlich keine weitere Differenzierung zu Beach und Reef Break, sondern vielmehr eine Sonderform, die in Kombination mit beiden Breaks vorkommen kann. Von einem Point Break spricht man bei einem Surf Spot, bei dem sich die Wellen entlang einer Landzunge oder aber in eine Bucht hinein brechen. Point Breaks erzeugen oft Wellen, die außergewöhnlich lange Rides über Distanzen von 500 m ermöglichen. Ein Beispiel für einen berühmten Point Break ist Bells Beach an der Südküste des australischen Bundesstaates Victoria. Außerdem noch Malibu in der Nähe von Los Angeles (Drehort von Baywatch), Snapper Rock in Australien, Coxos in Portugal und mit der weltweit längsten Welle von 2 km der Surfspot in Puerto Malabrigo bei Chicama, Peru.
Rivermouth Breaks sind Sandbänke, die sich vor Flussmündungen ablagern und im Zusammenspiel mit Dünung und Tidenhub sehr gute Wellen schaffen können. Beispiele sind Rodiles im spanischen Asturien und Mundaka im spanischen Baskenland, wo jährlich die Weltelite des Surfens einen Wettkampf abhält.